# Xã Round Top, Quận Stutsman, Bắc Dakota
Xã Round Top (tiếng Anh: Round Top Township) là một xã thuộc quận Stutsman, tiểu bang Bắc Dakota, Hoa Kỳ. Năm 2010, dân số của xã này là 9 người.